# Karl Anlauf
Karl Anlauf (Neurode, ma Nowa Ruda, Lengyelország, 1877. április 26. - Kassel, 1951. szeptember 2.) német újságíró

## Élete
A 20. század elején mint kulturális szerkesztő kezdett tevékenykedni Hannoverben, első állása 1903-ban a Hannoverschen Kurier című lapnál volt. A Német Császárság idejében két munkát publikált. A Weimari Köztársaság alatt a hannoveri Bürgervereine titkáraként kezdett dolgozni, s az 1927 és 1941 közt megjelent Bürgerwacht című lap munkatársa volt. 1922-ben a nacionalista Niederdeutsche Zeitung kultúrrovata vezetője lett. A hannoveri színházi közösség igazgatótanácsának tagja, a város színházi bizottságának tagja, 1924. július 4-től 1933 közepéig a hannoveri városi tanács tiszteletbeli szenátora volt. Előbb a Német Nemzeti Néppártba (Deutschnationale Volkspartei) lépett be, majd 1937. május 1.-én csatlakozott a Nemzetiszocialista Német Munkáspárthoz (tagsági száma: 3 962 829), s ideiglenesen a Wilhelm Busch-múzeum levéltárosa lett. 1939-ben jelent meg Der Philosoph von Wiedensahl. Der völkische Seher Wilhelm Busch című munkája. A nacionalista kultúrpolitika szószólójaként Hannoverben a helyi polgármester, Robert Leinert elkeseredett ellenfeleként volt ismert.

## Munkái
- Musterkürzungen und Sigel zur Debattenschrift, Lahr-Burgheim, Baden: Gustav Richter (év nélkül)
- Lehrgang der Debattenschrift. Deutsche Volkskurzschrift, System Arends, 3. kiadás, Lahr; Burgheim in Baden: G. Richter, 1914
- Die Revolution in Niedersachsen. Geschichtliche Darstellungen und Erlebnisse, Hannover: Jänecke, 1919
- Der Philosoph von Wiedensahl. Der völkische Seher Wilhelm Busch, Berlin: Büchergilde Gutenberg, 1939

## Fordítás
- Ez a szócikk részben vagy egészben  a   Karl Anlauf című német Wikipédia-szócikk ezen változatának fordításán alapul.  Az eredeti cikk szerkesztőit annak laptörténete sorolja fel. Ez a jelzés csupán a megfogalmazás eredetét és a szerzői jogokat jelzi, nem szolgál a cikkben szereplő információk forrásmegjelöléseként.